# 森雄一
森 雄一（もり ゆういち、1969年5月17日 - ）は、日本のディスクジョッキー。北海道出身。愛称は「DJモーリー」。

## 人物・来歴等
- 中央大学経済学部国際経済学科卒業。日本政府観光局勤務の経験がある[2]。
- 身長は164cm、血液型はA型[2]。
- 趣味は作詞・作曲、鉄道、宇宙（「星空準案内人」の資格を持つ。自称「星のおじさま」）、料理など[2][3][4]。
- 中学校時代はサッカー部に、高校時代は水泳部に所属していた。
- デビュー以来サンディ所属だったが、2022年10月よりフリーランスに。「サンディとはこれからも業務提携を結ぶ」とのこと[5]。

## 活動
ラジオ番組のディスクジョッキーを中心に、イベントのMCや各種のナレーションなど、美声を生かした仕事を行っている。

## 担当番組
- コンテンポラリー・クラシック・ステーションOTTAVA　OTTAVA Fresca(OTTAVA株式会社、2023年10月2日 - ) - 月曜日・火曜日プレゼンター

### 過去の担当番組
- Care-FIT WEB STATION　Kizzna〜紲〜
- FM青森　egaoでトゥモロウ(エフエム青森)
- FM大分　Good Morning OITA(エフエム大分)
- FM大分　WEEKEND NAVI(エフエム大分)
- ふくしまFM　モーニングフリーウェイふくしま(エフエム福島、 - 2006年3月)
- ふくしまFM　ふくしまFMメガヒッツ10(エフエム福島)
- コンテンポラリー・クラシック・ステーションOTTAVA　OTTAVA soave[6](TBSラジオ、 2007年4月 - 2009年3月)
- FM-FUJI　GOOD DAY(エフエム富士、2009年4月 - 2012年3月、2020年4月3日 - 2021年3月26日)
  - 月曜日・火曜日担当(2009年4月 - 2012年3月)
  - 金曜日担当(2020年4月3日 - 2021年3月26日)
- コンテンポラリー・クラシック・ステーションOTTAVA　OTTAVA con brio(TBSラジオ、2009年4月 - 2014年6月) - 金曜日プレゼンター
- FM-FUJI　Yes! Morning(エフエム富士、2012年4月5日 - 2018年4月12日、7月5日 - 2020年3月27日)
  - 木曜日・金曜日担当(2012年4月5日 - 2018年4月12日、2018年10月4日 - 2020年3月27日)
  - 木曜日担当(2018年7月5日 - 9月27日)[7]
- コンテンポラリー・クラシック・ステーションOTTAVA　OTTAVA foresta[8](TBSラジオ、2012年12月2日[9] - 2013年4月28日) - プレゼンター
- コンテンポラリー・クラシック・ステーションOTTAVA　OTTAVA atrio[10](TBSラジオ、2014年1月4日 - 3月29日) - プレゼンター
- コンテンポラリー・クラシック・ステーションOTTAVA　OTTAVA Salone(OTTAVA株式会社、2014年10月 - 2018年4月9日、2018年9月18日[11]、2020年4月7日 - 9月29日、10月19日、11月9日) - プレゼンター
  - 金曜日担当(2014年10月 - 2016年1月)
  - 月曜日・火曜日担当(2016年1月 - 2017年3月)
  - 月曜日担当(2017年4月 - 2018年4月)
  - 火曜日担当(2020年4月 - 9月)
  - 月曜日(不定期に担当、2020年10月19日、11月9日)
- FM-FUJI　ライトダウンやまなし2015　〜月見里(やまなし)星ものがたり〜(エフエム富士、2015年11月7日)[12][13]
- コンテンポラリー・クラシック・ステーションOTTAVA　Cadillac American Luxury OTTAVA新世界クラシック[14](OTTAVA株式会社、2016年1月 - 7月) - プレゼンター
- コンテンポラリー・クラシック・ステーションOTTAVA　OTTAVA Bravo Brass　ブラバンピープル集まれ！ オザワ部長のLet’s 吹奏楽部[15](OTTAVA株式会社、2016年11月19日 - 2018年4月14日[16]) - プレゼンター[17]
- FM-FUJI　FM-FUJI防災特別番組 For You, For The Future(エフエム富士、2017年3月11日)[18]
- FM-FUJI　たべる みらい supported by はくばく(エフエム富士、2017年6月24日)[19]
- FM-FUJI　FM-FUJI開局29周年特別番組 Walk on EARTH(エフエム富士、2017年8月6日) - 富士山登山リポーターとして出演[20]
- FM-FUJI　ライトダウンやまなし2017 〜星の海をわたって〜(エフエム富士、2017年11月11日)[21]
- FM-FUJI　FM-FUJI開局30周年特別番組 Great Land Yamanashi(エフエム富士、2018年8月8日)[22]
- コンテンポラリー・クラシック・ステーションOTTAVA　OTTAVA Aria from TENNOZ TMMT Studio[23](OTTAVA株式会社、2018年11月5日 - 2020年3月30日) - 月曜日プレゼンター
- FM-FUJI　ライトダウンやまなし2018 〜歌を口ずさむように星を見上げよう〜(エフエム富士、2018年11月10日)[24]
- コンテンポラリー・クラシック・ステーションOTTAVA　The World of OTTAVA(OTTAVA株式会社、2019年6月) - プレゼンターとして下記3本を担当
  - 『DJ REMIX』
  - 『Brass Sound』
  - 『Movie Themes』
- FM-FUJI　ライトダウンやまなし2019 〜空に星、地に山、人に未来。〜(エフエム富士、2019年11月2日)[25]
- FM-FUJI　LOVEインスト+(エフエム富士、2020年7月5日 - 10月25日)
- コンテンポラリー・クラシック・ステーションOTTAVA　OTTAVA Andante(OTTAVA株式会社、2020年10月5日 - 2021年1月11日、2021年8月2日、2022年5月4日、7月4日、7月11日、7月22日、8月5日、10月11日 - 2023年9月25日) - 月曜日(2020年10月 - 2021年1月)、火曜日(2022年10月 - 2023年9月)プレゼンター
- FM-FUJI　ライトダウンやまなし2020 〜星を見上げて、心をつないで。〜(エフエム富士、2020年11月7日)[26]
- FM-FUJI アリオ橋本 presents FM FUJI Spring Special Let’s Go Camp！(エフエム富士、2021年3月20日)[27][28]
- FM-FUJI　ライトダウンやまなし2021 〜キミと星が必要です〜(エフエム富士、2021年11月6日)[29]
- コンテンポラリー・クラシック・ステーションOTTAVA　Radio Planetarium(OTTAVA株式会社、2021年7月 - 2022年10月3日、『Presenter Program』(2021年1月 -)から独立) - プレゼンター
- FM-FUJI　ライトダウンやまなし2022 〜宙を見上げていのちを想う〜(エフエム富士、2022年11月19日)[30]
- FM-FUJI　ライトダウンやまなし2023 〜同じ宙の下で〜(エフエム富士、2023年11月4日)[31]
- FM-FUJI　30分!?天体ばなし～宙が好きすぎて～(エフエム富士、2024年1月7日 - 12月29日) - 北里麻実と共演
- FM-FUJI　ライトダウンやまなし2024 〜星をつむいで、想いをつないで〜(エフエム富士、2024年10月26日)[32]

## MC
- 2002 FIFAワールドカップ　大分開催　場内MC(H組：チュニジアVSベルギー、G組：イタリアVSメキシコ)
- 2002 Jリーグ ディビジョン2　大分トリニータ　場内MC
- JAPAN FOOTBAG CHAMPIONSHIP 2003　MC
- 新体操世界選手権2006　スタジアムMC
- ハロー!プロジェクト　スポーツフェスティバル2006　実況
- ポール・ギルバート　スペシャルトーク＆ライブMC
- 八ヶ岳トレイルフェスティバル　MC
- アサヒ飲料 バナジウム天然水新CM発表会　MC
- 読売巨人軍　ホームゲーム　場内MC
- コンテンポラリー・クラシック・ステーションOTTAVA　開局記念レセプションMC(2007年3月19日)[33]
- 『機動戦士ガンダム THE ORIGIN I 青い瞳のキャスバル』プレミア上映会MC(2015年2月15日)[34]
- 『機動戦士ガンダム THE ORIGIN I 青い瞳のキャスバル』初日舞台挨拶MC(2015年2月28日)[35]
- 『機動戦士ガンダム THE ORIGIN II 哀しみのアルテイシア』プレミア上映会MC(2015年10月17日)[36][37]
- 『機動戦士ガンダム THE ORIGIN II 哀しみのアルテイシア』初日舞台挨拶MC(2015年10月31日)[38]
- Buon Natale! OTTAVAクリスマス・コンサート2015　MC(2015年12月19日)
- 『機動戦士ガンダム THE ORIGIN III 暁の蜂起』プレミア上映会MC(2016年5月8日)[39]
- 『機動戦士ガンダム THE ORIGIN III 暁の蜂起』初日舞台挨拶MC(2016年5月21日)[40]
- コンサート「CADILLAC presents 東京フィル アメリカン 新世界クラシックの旅」MC(2016年6月4日)[41]
- 「ガンダムLIVE EXPO 〜ジオンの世紀〜」MC(2016年6月12日)[42]
- 『機動戦士ガンダム THE ORIGIN IV 運命の前夜』プレミア上映会MC(2016年11月5日)[43]
- 『機動戦士ガンダム THE ORIGIN IV 運命の前夜』舞台挨拶MC(2016年11月27日など)[44]
- 『劇場版 黒子のバスケ LAST GAME』舞台挨拶MC(2017年3月19日)[45]
- 『劇場版 Free!-Timeless Medley- 絆』公開記念舞台挨拶MC(2017年4月30日)[46]
- 『劇場版 Free!-Timeless Medley- 約束』公開記念舞台挨拶MC(2017年7月1日)[47]
- 『機動戦士ガンダム THE ORIGIN V 激突 ルウム会戦』舞台挨拶MC(2017年9月2日)[48]
- 「新アニメプロジェクト『銀河英雄伝説』イベント〜星々の邂逅〜」MC(2017年9月20日)[49]
- 『特別版 Free!-Take Your Marks-』公開記念舞台挨拶MC(2017年10月29日)[50]
- 『特別版 Free!-Take Your Marks-』大ヒット御礼「飛び込みたい新3年生＆新2年生、全員集合！舞台挨拶ツアー」MC(2017年11月12日)[51]
- 『曇天に笑う＜外伝＞ ～決別、犲の誓い～』完成披露舞台挨拶MC(2017年11月25日)[52]
- 『曇天に笑う＜外伝＞ ～決別、犲の誓い～』初日舞台挨拶MC(2017年12月2日)[53]
- 『機動戦士ガンダム THE ORIGIN 誕生 赤い彗星』フィナーレ舞台挨拶MC(2018年6月1日)[54]
- 「銀河英雄伝説 Die Neue Theseイベント－黎明篇－」MC(2018年7月15日)[55]
- 「四島シェアスポット」神奈川会場MC(2018年8月18 - 19日)[56]
- 「四島シェアスポット」東京会場MC(2018年9月22 - 23日)[57]
- 『ツルネ -風舞高校弓道部-』出演者舞台挨拶＆特別編上映 “矢渡しの儀”MC(2018年10月6日)[58]
- 「四島シェアスポット」山口会場MC(2018年10月21日)[59]
- 「四島シェアスポット」神戸会場MC(2018年12月8日)[60]
- 『曇天に笑う＜外伝＞』3部作連動プレミアムイベント「曇ふぇす。」MC(2018年12月9日)[61]
- 『ツルネ -風舞高校弓道部-』スペシャルイベント“納射の儀”MC(2019年3月3日)[62]
- 東京都一般吹奏楽連盟　第55回合同演奏会　MC(2019年4月21日)[63]
- 河口湖ハーブフェスティバル　八木崎公園会場　燭　MC(2019年6月29日)[64]
- 『劇場版 Free!-Road to the World- 夢』公開記念舞台挨拶MC(2019年7月6日、7日、14日)[65]
- 劇場版『機動戦士ガンダム』シネマ・コンサートMC(2019年8月16日、17日)[66]
- 『銀河英雄伝説　Die Neue These　星乱』第一章　舞台挨拶MC(2019年9月28日)[67][68]
- 『銀河英雄伝説　Die Neue These　星乱』第二章　舞台挨拶MC(2019年10月26日)[69]
- 『サイダーのように言葉が湧き上がる』公開初日舞台挨拶MC(2021年7月22日)[70]
- 『劇場版 Free! the Final Stroke』前編　舞台挨拶MC(2021年9月17日、18日、26日)[71]
- 『アイの歌声を聴かせて』試写会後の監督舞台挨拶司会(2021年10月19日)[72]
- 『劇場版 Free! the Final Stroke前編』大ヒット御礼舞台挨拶MC(2021年10月23日)[73]
- 『アイの歌声を聴かせて』スタッフトーク付上映会MC(2021年11月8日)[74]
- 『アイの歌声を聴かせて』公開記念舞台挨拶MC(2021年11月11日)[75]
- 『アイの歌声を聴かせて』公開記念舞台挨拶第2弾MC(2021年11月21日)[76]
- 『アイの歌声を聴かせて』スタッフトーク付き上映会MC(2021年11月25日)[77]
- 『銀河英雄伝説 Die Neue These　激突』第一章完成披露上映会舞台挨拶MC(2022年2月23日)[78]
- 『プリンセス・プリンシパル Crown Handler』第1章＋第2章 トークショー付き上映会MC(2022年3月12日)[79][80]
- 『銀河英雄伝説　Die Neue These　激突』第二章上映記念舞台挨拶MC(2022年4月17日)[81]
- 『劇場版 Free! the Final Stroke』後編　公開記念舞台挨拶MC(2022年4月23日 - 5月8日)[82][83]

- 『劇場版 Free! the Final Stroke』後編　大ヒット御礼舞台挨拶MC(2022年6月30日)[84]
- 『劇場版ツルネ －はじまりの一射－』公開初日舞台挨拶MC(2022年8月19日)[85]
- 『劇場版ツルネ －はじまりの一射－』公開御礼舞台挨拶MC(2022年8月26日)[86]
- 『プリンセス・プリンシパル』TVシリーズ放送5周年記念トークショー付き上映会MC(2022年9月10日・10月16日・11月13日)[87][88][89]
- 『劇場版ツルネ －はじまりの一射－』大ヒット御礼舞台挨拶MC(2022年9月11日)[90]
- 『銀河英雄伝説　Die Neue These　策謀』第一章　舞台挨拶付き完成披露上映会MC(2022年9月24日)[91]
- 『銀河英雄伝説　Die Neue These　策謀』第三章　舞台挨拶付き上映会MC(2022年12月11日)[92]
- 『Free! 10th Anniversary －Memories of Summer－』MC(2023年8月)[93]
- 「銀河英雄伝説 Die Neue These ～5周年記念イベント～」MC(2023年11月5日)[94]
- 『プリンセス・プリンシパル Crown Handler』第3章BD発売記念トークショー付き上映会MC(2023年11月12日)[95]

## ナレーション
- ゴルフパートナー　店内放送
- ヴィクトリア　店内放送
- エルブレス　店内放送
- どらっぐぱぱす　店内放送
- MAZDA　TVCM
- LEO-NET　番宣
- FM NACK5スペシャル「TAKURO NO WAR 反戦の声は届いたか」
- 渋谷Q-FRONT大型ビジョンOGマイクキャラクターボイス
- ローソン　店内CM（2015年6月、「国産メロン盛りだくさんロールケーキ」など）[96]
- ジェフユナイテッド市原・千葉　CM
- 倉木麻衣　新譜リリースなどの告知動画[97]
- 新浜レオン　新譜リリース告知CM
- 吉野家　店内放送[98]
- よこやま内科小児科クリニックサブチャンネル『Side-A《地域ドクターとしての素顔は？》』ナレーション[99][100]

## CD
- 『OTTAVA Selection vol.3 ロックになったクラシック〜ROCK X LASSIC』（OTTAVAとナクソスの共同企画によるコンピレーション・アルバム、2014年12月） - 選曲・ライナーノーツ[101][102]

## 動画
- も少しアンダンテ 本日は国立トリオで…と思いきや！♪(2020年7月27日)[103] - ゲスト出演。YouTubeデビュー作。『も少しアンダンテ』は、OTTAVAの昼のワイド番組『OTTAVA Andante』の編集後記的な番組。
- も少し(たくさん⁉︎)アンダンテ(2020年9月15日)[104] - ゲスト出演。
- 【C3AFA特別番組】一番くじ『転生したらスライムだった件』解析鑑定スペシャル！(2020年10月17日)[105] - MCを担当。
- 明日10月19日（月）のサローネ マンデー・スペシャル！森雄一からのご挨拶！(2020年10月18日)[106] - 『OTTAVA Salone』の予告編。
- 明日のサローネ11月9日（月）マンデースペシャル！プレゼンター森雄一からのご挨拶(2020年11月9日)[107]
- 岩崎学園　2021年度IWASAKI IDEA CONVENTION「Icon」[108] - MCを担当。

## インターネット配信
- 『Bravo Talk』#1-(2022年7月 -) - 『OTTAVA Accademia』の有料ウェビナー[109]

## ポッドキャスト
- 10分!?天体ばなし　～宙が好きすぎて～(Local Dream Production) - 北里麻美のパートナーとして[110][111][112][113]

## その他
- ディスクジョッキーになったきっかけは、日本政府観光局に勤務していた25、6歳の時、仕事相手の映画制作会社の人に「声がユニークでよく通る。業界に向いているのでは」と言われたこと。「自分の声を知ってみたい」と自己啓発のために東京アナウンスアカデミーなどの学校で3年ほど学ぶうちに職業にする気になり、退職してディスクジョッキーの仕事を始めた[114][4]。
- OTTAVAでは、スポットCMや特別番組のジングルなどのナレーションも担当する。
- TBS時代のOTTAVAプロデューサー三村孝成に、『森雄一のDJがある事で、OTTAVAはラジオとして成立するんだよ。』と云わしめた。
- 自他ともに認めるイクメン。『OTTAVA Aria from TENNOZ TMMT Studio』に設けた、子育てに奮闘するリスナーを応援するコーナー「OTTAVA Familia」では、子育ての支援活動を行う専門家を迎え、情報やアドバイス、リスナーからのメールを紹介する。
- 天体観測の趣味を生かして、『Yes! Morning』で「宙(そら)のモリモリ」という宇宙に関するコーナーを持つ[115]。一時期は「天文部部長」として、毎週リスナーに天体観測に関する課題を出し、報告を募っていた。『OTTAVA Salone』を担当していた時期も「サローネ・プラネタリウム」というコーナーを設けて宇宙に関する話題を紹介していた。
- 鉄道の趣味を生かして、『Yes! Morning』で「鉄ちゃん道、どう？」というコーナーを持っていた[115]。2017年3月30日に終了。
- 日本政府観光局に勤務していた経験を生かして、『OTTAVA Salone』に「ふれあい他火(たび)」という、旅や観光に関するコーナーを設けていた。
- 東日本大震災の発生した2011年3月11日に『OTTAVA con brio』を担当。翌12日は、交通の混乱でスタジオへの到着が遅れた林田直樹に代わり、林田の番組『OTTAVA amoroso for weekend』[116]を途中まで担当した。
- 『仮面ライダーフォーゼ』で、仮面ライダーメテオのベルト「メテオドライバー」や武器「メテオギャラクシー」の声を担当。小学生に「メテオのおじさん」と親しまれた[117]。
- 2015年4月29日にFM-FUJI『GOOD DAY』に宇宙服姿で出演。東城佑香と「お土産レポート対決」を繰り広げた[118]。
- 『OTTAVA Salone』では、インターネットならではの動画配信を積極的に活用していた。
- 2016年1月の番組改編までの『OTTAVA Salone』では、「キッチン・モーリー」のマスターを名乗った[119]。2015年9月からは「キッチン・モーリーの制服」としてエプロンを身につけて出演していた。改編後は、「キッチン・モーリーは閉店した」として、この設定は使っていない。
- ハロウィン前日の2015年10月30日、『Yes! Morning』『OTTAVA Salone』に「猫男」の仮装をして出演した[120][121]。
- 2015年12月11日から2016年3月8日まで、『OTTAVA Salone』のニコニコ動画での延長放送枠内に、「OTTAVAミクミクスタジオ」という初音ミクに関するコーナーを設けていた。コーナー終了後も、毎週火曜日には「守護神」としてスタジオ内に初音ミクのぬいぐるみを飾り、ボーカロイドに歌わせた楽曲を時々披露していた。「花は咲く」「オブ・ラ・ディ、オブ・ラ・ダ」「DREAMIN'」(BOØWY、この楽曲ではIAを使用)、「このうるわしき大地に(For the Beauty of the Earth)」(ジョン・ラター)、「START:DASH!!」(μ's[122])など。ラジオ体操第1と第2の曲など、ボーカロイドの歌唱の入らないDTMによる楽曲を披露することもあった。
- 2015年12月25日、『OTTAVA Salone』で自作のショートストーリー「鏡の森の不思議な出来事」を朗読。好評につき、テキストをその日のうちにFacebookに掲載した[123]。
- 2016年1月5日、OTTAVAの新年会の日に放送された『OTTAVA Salone』(プレゼンター：本田聖嗣)では、同番組の他のプレゼンターたちがアルコールが入った状態でゲスト出演した[124]が、森だけは出演しなかった。
- 2016年4月9日、『第45回信玄公祭り』の「甲州軍団出陣」に出演。内藤昌秀役の佐藤ドミンゴ率いる「内藤修理亮昌秀隊」で副将をつとめた[125][126][127][128]。
- 2016年5月3日、OTTAVAによるラ・フォル・ジュルネ会場からの公開生放送(メイン・プレゼンター：本田)[129]と『PrimeSeat/OTTAVA Salone』に、宇宙服姿で出演した。
- 『デジタル毎日』(毎日新聞社)内『クラシックナビ』の連載「OTTAVAの顔たち」で、「人を喜ばせるのが好きな“声の職人”」として紹介された[4]。
- FM-FUJIの特別番組『ほんとうの幸せを求めて―宮沢賢治と保阪嘉内－』(2016年12月31日) のドラマ部分に出演。野尻抱影役を演じた[130]。
- 2018年3月11日、『新世紀甲府城下町研究会　設立15周年記念シンポジウム』に講師として登壇[131]。『Yes! Morning』内のコーナー「柳沢吉保～是ぞ甲府の花盛り～」(2017年6月2日 - 12月29日)[132]を担当していた縁。